# The Abbey Road Sessions
The Abbey Road Sessions es un álbum compilatorio orquestal de la cantante australiana Kylie Minogue. Fue lanzado en Japón el 24 de octubre de 2012 y en Reino Unido el 29 de octubre de 2012 por la discográfica Parlophone Records. El álbum incluye dieciséis canciones, todas radicalmente retrabajadas, abarcando toda la carrera de 25 años de Minogue en la industria musical, así como una nueva canción titulada «Flower», que fue lanzada como sencillo para apoyar al álbum. El álbum fue grabado en los Estudios Abbey Road de Londres con la banda de Kylie y una orquesta completa a lo largo de noviembre de 2011.
El álbum recibió reseñas positivas de los críticos de música. Junto a su lanzamiento, el álbum debutó en el número dos en los gráficos musicales de Reino Unido.

## Grabación
En noviembre de 2011, Minogue interpretó en los Estudios Abbey Road, donde ella grabó y cantó sus canciones «On a Night Like This», «All the Lovers» y «I Believe in You», que provocó que ella grabe sus canciones allí. El álbum es una promoción para su aniversario K25, que es una celebración de su veinticinco años de carrera en la industria musical. El 21 de octubre de 2012, Minogue fue entrevista en la producción de Sessions diciendo: «Se explora otros lugares, pero no creo que esto me absorba completamente fuera de la pista de baile, porque aún estoy muy influenciada por eso. Pero creo que sólo es reunir las cosas, hacer más cosas del conjunto y satisfacer un lugar diferente en mí.» Antes de grabar en los Estudios Abbey Road, ella hizo ensayos «¡en lugar más barato!». Ella dijo que los Estudios Abbey Road fue un «poco intimidante. Pensé que el lugar tendría actitud pero toda la experiencia fue realmente asombrosa y sabes, y sabes que estas en tierra sagrada.

## Promoción
Minogue publicitó el Proms in the Park de la BBC en septiembre de 2012 interpretando ocho canciones del álbum. El 27 de octubre de 2012, ella cantó la versión de The Abbey Road Sessions de «Never Too Late» en Friday Night with Jonathan Ross.

## Recepción
En su lanzamiento, The Abbey Road Sessions recibió reseñas positivas de los críticos de música. Caroline Sullivan de The Guardian dijo que las canciones más antiguas del álbum «los esculpen en canciones de amor maduras cantadas por una Kylie que suena como una mujer cuarentona que ha encontrado un poco de cóctel y flechas en el camino.» Matthew Horton de Virgin Media comparó el trabajo con Tori Amos y Pete Gabriel y escribió que «es una valiente estratagema. Los arreglos orquestales trabajan lo suficientemente bien con las canciones pop más expansivas». Él concluyó diciendo que «Kylie está con una voz seductiva y cálida. Hay un toque de presiones nasales ahí y allí, pero eso es sólo una pista de familiaridad en un intrigante adventura nueva de todos modos». Andy Gill de The Indepedent dijo que el álbum trabaja «impresiontamente», pero que «es una remodelación más tradicional, un intento de entregar un brillo más elegante para las canciones kitsch e inexperimentadas, usualmente dándoles lentitud y llenándolas con cuerdas.»
Cameron Adams de The Herald Sun declaró que el álbum es su trabajo más vocal hasta la fecha. Scott Kara de New Zealand Herald lo calificó con 3/5 estrellas, escribiendo «De todas formas, la calidad golpea-y-pierde del álbum no importa un poco por la simple razón de que está dirigida para los fanes —quienes no dudan en adorarlo, cariño.» Robert Copsey de Digital Spy premió al álbum con 4/5 estrellas, escribiendo que «todo el disco muestra a una madurez no vista en Kylie, y la fija de forma muy notoria.», y aclaró que las nuevas composiciones de las canciones fueron «interesantes».
Sin embargo, Simon Gage de Express.co.uk aclaró que «no está mal; sólo es francamente un poco insípida» y también lo comparó a Tori Amos. John Meager de The Irish Independent escribió que Kylie «no es una cantante lo suficientemente buena para ser capaz de llevar un proyecto así» y añadió que el álbum «tristemente llega a caerle de lleno en su cara». Jon O'Brien de Yahoo! Music fue más positiva escribiendo: «The Abbey Road Sessions no siempre da en el blanco. Pero se mantiene intrigante y regularmente un concepto encantador que prueba tanto se subestima la capacidad vocal de Kylie y su catálogo».